# Microstrobos
Microstrobos is een geslacht van coniferen uit de familie Podocarpaceae. Het geslacht telt twee groenblijvende, tweehuizige soorten struiken die voorkomen in Australië. Microstrobos fitzgeraldii is endemisch in New South Wales en Microstrobos niphophilus is endemisch op Tasmanië.

## Soorten
- Microstrobos fitzgeraldii (F.Muell.) J.Garden & L.A.S.Johnson
- Microstrobos niphophilus J.Garden & L.A.S.Johnson

Acmopyle · 
Afrocarpus · 
Dacrycarpus · 
Dacrydium · 
Falcatifolium · 
Halocarpus · 
Lagarostrobos · 
Lepidothamnus · 
Manoao · 
Microcachrys · 
Microstrobos · 
Nageia · 
Parasitaxus · 
Podocarpus · 
Prumnopitys · 
Retrophyllum · 
Saxegothaea · 
Sundacarpus